# Курорт Газпрома
Горно-туристический центр ПАО «Газпром» (Курорт Газпром) — всесезонный горнолыжный курорт, расположенный вблизи села Эсто-Садок в Адлерском районе города Сочи.
Курорт имеет два склона. Склон "Лаура" на хребте Псехако на высоте 1436-1660 метров над уровнем моря. Склон "Альпика" - бывший горнолыжный курорт «Альпика-Сервис» (интегрирован в структуру Курорта Газпром после глобальной реконструкции) расположен на высоте 550-2256 метров над уровнем моря.

## Место расположения
ГТЦ «Газпром» располагается в 3 км от села Эсто-Садок, в 7 км от поселка Красная Поляна и 40 км от Адлера, в долине рек Ачипсе, Лаура и Мзымта. Курорт окружают горы Главного Кавказского Хребта — Псехако и Аибга.
От международного аэропорта Адлер до курорта можно добраться по совмещённой автомобильно-железной дороге за 30 минут. Из железнодорожных вокзалов Сочи и Адлер курсирует электропоезд «Ласточка».
Общая площадь курорта: 800 гектар на отметках от 550 до 2256 метров над уровнем моря.

## История проекта
Первые работы по строительству объекта начались в 2000 году. Инвестором комплекса было ПАО «Газпром», проект реализовывался его дочерней компанией ООО «Газпром социнвест». После того, как Сочи был выбран столицей XXII Зимних Олимпийских игр, было принято решение о строительстве за счет средств бюджета ряда спортивных объектов на территории комплекса. Реализация происходила в соответствии с п. 2 Программы строительства олимпийских объектов и развития города Сочи как горноклиматического курорта, утверждённой Правительством РФ.
21 февраля 2007 года в ГТЦ «Газпром» на плато Псехако проходил второй этап Гран-при «Лыжня России». На старт будущей олимпийской трассы вышли сильнейшие лыжники — победители региональных соревнований. В 2008 году завершилось строительство объектов первой очереди. Часть объектов была торжественно открыта в присутствии Президента России В. В. Путина 2 января 2008 года.
Лыжно-биатлонный комплекс «Лаура» был построен в 2011 году на плато Псехако на высоте 1450 метров над уровнем моря. В комплекс входили два отдельных стадиона с зонами старта и финиша, 2 отдельные системы трасс для лыжных гонок и биатлона, стрельбище, зона для подготовки к соревнованиям, фитнес-зал, конференц-зал. В 2012 году там прошли первые тестовые соревнования.
В 2013 году было завершено строительство горно-туристического центра «Газпром». По данным газеты «Известия», расходы Газпрома на комплекс с 2009-го по 2013-й годы составили 35,37 млрд рублей.
Во время XXII Зимних Олимпийских игр 2014 года на лыжно-биатлонном комплексе «Лаура», расположенном на территории ГТЦ, прошли все соревнования по лыжным гонкам и биатлону. Здесь же находилась горная олимпийская деревня, в которой жили спортсмены. С декабря 2014 года именно эта бывшая горная олимпийская деревня открыла свои двери в качестве гостиничного комплекса «Поляна 1389. Отель и Спа».

### Экология
С 2010 года ГТЦ «Газпром» проводит компенсационные мероприятия и комплекс природоохранных мер. Во время строительства олимпийских объектов специалисты проводили пересадку краснокнижных растений в места, отдаленные от строительства. На хребте Псехако высадили иглицу колхидскую, луковицы пиона кавказского, цикламены кавказские, саженцы дикой яблони, дикой вишни птичьей. Также для минимизации воздействия на окружающую среду в точках строительства олимпийских объектов специалисты ООО «Газпром социнвест» применяли современные технологии бурения и строительства.
Экологические организации резко критиковали планы расширения курортов «Роза Хутор» и «Лаура» (Газпрома) в границах Сочинского заказника. По их мнению, строительство курортов нарушит программу восстановления популяции леопарда, приведёт к вырубке заповедных лесов.
В настоящее время на курорте реализуется экологический мониторинг и раздельный сбор твёрдых бытовых отходов.

## Инфраструктура
Объекты горно-туристического центра «Газпром» расположены на хребтах Псехако и Аибга, на разных высотах, начиная от 540 м от уровня моря и заканчивая отметкой +2256 метров. Горнолыжный комплекс рассчитан на приём до 8 тысяч гостей ежедневно. Гости могут разместиться в гостиничных комплексах «Гранд Отель Поляна» и «Поляна 1389 Отель и Спа», общей вместимостью около 1300 человек. Работает круглогодично.

### Зима
В среднем горнолыжный сезон длится с декабря до начала мая. Для увеличения периода катания используются системы искусственного оснежения.
В состав курорта входит 35 трасс всех уровней сложности: зеленые, синие, красные и черные общей протяжённостью 45 км с перепадом высот до 1154 метров. Ширина некоторых трасс достигает 66 м. На курорте также осуществляется катание в вечернее время, всего работают 12 освещенных горнолыжных трасс общей протяжённостью 12 км.
ГТЦ «Газпром» имеет трассы для беговых лыж на территории лыжно-биатлонного комплекса «Лаура», построенного специально к Зимним Олимпийским играм в Сочи-2014. Протяжённость трасс для беговых лыж — 12 км.
На курорте «Газпром» работают 18 подъемников различного типа: бугельные, ленточные, кресельные, гондольные. Пропускная способность главных гондольных канатных дорог около 2000 человек в час.

### Лето
В летний сезон в курорте «Газпром» работает 18 подъемников гондольного и кресельного типа от высоты 540 метров над уровнем моря до отметки 2256 метров над уровнем моря.
На склоне Лаура от Пихтовой поляны (1660 метров над уровнем моря) начинается дорога, которая ведет к маршрутам Кавказского биосферного заповедника: Бзерпинский карниз, лагерь «Холодный», озера Дзитаку.
У горного приюта «Псехако» (1440 метров над уровнем моря) расположен парк «Зеленая планета», где собраны больше 100 топиари-фигур.
Также на территории курорта расположены родельбан, хаски парк, оленья ферма, парк-сказка «У Лукоморья», совариум, прокат спортивного оборудования, батутный центр, школа живописи, школа танцев, бойцовский клуб. На склонах курорта осуществляются полеты на параплане, катания на мотовездеходах и прогулки на конях.

### Гостиничные комплексы
Флагманский отель курорта — «Гранд Отель Поляна». Пятизвездочный гостиничный комплекс вмещает около 800 гостей, в составе которого 413 номеров, 16 коттеджей.
Гостиничный комплекс «Поляна 1389 Отель и Спа» — наследие Зимней Олимпиады-2014. Во время игр здесь находилась олимпийская деревня, где проживали спортсмены со всего мира. Позже здания модернизировали для круглогодичного отдыха в горах. Это самый высокогорный пятизвездочный отель в Сочи. Комплекс расположен на хребте Псехако высоте 1389 метров, в составе которого прямой выход к горнолыжным трассам (отель «ski-in/ski-out»).

### Канатная дорога типа «3S»
На курорте «Газпром» располагаются 2 склона: Лаура и Альпика. Их соединяет подъемник типа «3S» — самая длинная в мире канатная магистраль с кольцевым движением. Кабины двигаются за счёт трёх канатов. 41 кабина, каждая из которых рассчитана на перевозку 30 человек, держится всего на пяти опорах, высота одной[уточнить] из них составляет 78 метров, что не имеет аналогов в Европе. Конструкция разработана с учетом самых экстремальных условий эксплуатации.

### Лыжно-биатлонный комплекс «Лаура»
Лыжно-биатлонный комплекс «Лаура» был построен в 2011 году на высоте 1450 метров специально к Зимним Олимпийским играм в Сочи 2014 года. Трассы для биатлона и лыжных гонок в лыжно-биатлонном комплексе «Лаура» спроектированы с учетом требований Международной федерации лыжного спорта (FIS) и Международного союза биатлонистов (IBU). Здание стадиона является одним из самых крупных и комфортабельных сооружений подобного назначения в мире. Общая вместимость лыжно-биатлонного комплекса — 9600 зрителей.
В течение всего года на базе ЛБК «Лаура» тренируются профессиональные лыжники и биатлонисты со всей России. Это единственный в стране лыжно-биатлонный комплекс, расположенный в среднегорье, что позволяет спортсменам в домашних условиях подготовиться к международным соревнованиям, проходящих на аналогичной высоте за рубежом.

### Развлекательный центр «Галактика»
Развлекательный центр «Галактика» расположен в долине на высоте 540 метров над уровнем моря. Площадь комплекса — около 50 тысяч м². Общая вместимость — до 4000 человек.

### Баня
Баня «НеПростоБаня» открылась на курорте «Газпром» весной 2018 года. Её звание самой высоко расположенной над уровнем моря бани в России официально зарегистрировано в Книге рекордов России. «НеПростоБаня» находится на высоте 2256 метров над уровнем моря, на склоне Альпика.